# Ирвин, Мэтт
Мэттью Ирвин (англ. Matthew Irwin; 29 ноября 1987, Виктория, Британская Колумбия, Канада) — канадский хоккеист, защитник клуба НХЛ «Ванкувер Кэнакс».

## Клубная карьера
На любительском уровне играл в  хоккейной лиге Британской Колумбии за команду «Нанаймо Клипперс». Дважды признавался лучшим защитником данной лиги в 2007-м и 2008-м году. Позже играл в студенческой лиге США в Новой Англии.
Будучи незадрафтованным, подписал контракт с командой Американской хоккейной лиги «Вустер Шаркс». Спустя два сезона набрал там 73 очка и вскоре подписал контракт с «Сан-Хосе Шаркс», у которых были травмированы Брент Бёрнс и Джейсон Демерс. Свой первый гол забросил Семену Варламову из «Колорадо Эвеланш» 26 января 2013 года. За 38 игр Мэтт набрал 12 очков, имея, при этом, 6 голов и 10 минут штрафа. 3 апреля 2013 года подписал новый контракт с  «Сан-Хосе» на 2 миллиона.
10 июля 2015 года, будучи свободным агентом подписал контракт с  «Бостон Брюинз». Однако проведя всего 2 игры за «Брюинз», был отправлен в фарм-клуб Бостона «Провиденз Брюинз».
1 июля 2016 года подписал двухсторонний контракт с «Нэшвилл Предаторз». Спустя несколько месяцев подписал контракт на 650 тысяч долларов. Ирвин провел большую часть сезона в «Нэшвилл Предаторз», сыграв еще 4 игры в фарм-клубе «Нэшвилла» «Милуоки Эдмиралс», отличившись одной передачей. За «Предаторз» набрал 14 очков в 74 играх в сезоне 2016/17. Также играл с «Нэшвиллом» в плей-офф и Финале Кубка Стэнли против «Питтсбург Пингвинз». 9 января 2018 года продлил контракт с «Нэшвилл Предаторз» на сумму  1,35 млн. долларов США. За сезон 2017/18 в пятидесяти играх набрал 8 очков (2 года и 6 передач).
24 февраля 2020 года был обменян вместе с шестым раундом Драфта НХЛ 2022 года в «Анахайм Дакс» на защитника Корбиниана Хольцера.
9 октября 2020 года подписал однолетний контракт с «Баффало Сейбрз» на сумму $ 700 тыс.
28 июля 2021 года подписал однолетний контракт с «Вашингтон Кэпиталз» на сумму $ 750 тыс.
После двух сезонов в «Кэпиталз» Ирвин покинул клуб в качестве свободного агента и 1 июля 2023 года подписал однолетний двусторонний контракт с «Ванкувер Кэнакс». В свой единственный сезон в составе «Кэнакс» Ирвин играл исключительно в АХЛ за «Абботсфорд Кэнакс», набрав 16 очков в 65 матчах.
Не подписав контракт на сезон 2024–2025, Ирвин объявил о завершении карьеры профессионального хоккеиста 14 ноября 2024 года.